# Пястув
Пястув (пол. Piastów) — город в Польше, входит в Мазовецкое воеводство, Прушковский повят. Имеет статус городской гмины. Занимает площадь 5,83 км². Население — 23 332 человека (2004).